# Lopeník
Lopeník (in tedesco Lopenik) è un comune della Repubblica Ceca facente parte del distretto di Uherské Hradiště, nella regione di Zlín.